# Konstanze Krüger

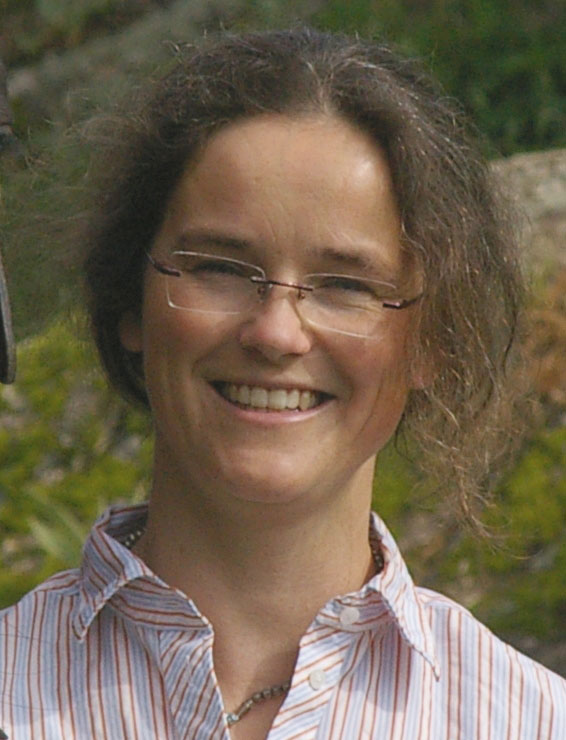
Konstanze Krüger (2012)

Konstanze Krüger-Farrouj (* 22. Januar 1968 in Köln als Konstanze Deubner) ist eine deutsche Zoologin und Verhaltensforscherin. Sie ist Professorin für Pferdehaltung an der Hochschule für Wirtschaft und Umwelt Nürtingen-Geislingen. Sie erforscht unter anderem das Sozialsystem der Pferde.
Konstanze Krüger zählt zu den renommiertesten Experten für Pferdeverhalten.

## Wissenschaftlicher Werdegang
Konstanze Krüger studierte Tiermedizin an der Ludwig-Maximilians-Universität München. Nach ihrer Promotion 1996 erhielt sie eine Anstellung als wissenschaftliche Assistentin am Institut für Tieranatomie und Histologie der LMU München.
Von 1997 bis 1999 pausierte sie aufgrund von Elternzeit. Von April 1999 bis Februar 2006 leitete sie zusammen mit ihrem damaligen Ehemann Knut Krüger den Reitpark Einthal in Obertraubling. Ab Juni 2004 forschte sie am Lehrstuhl Biologie 1, Zoologie, der Universität Regensburg. Forschungsgebiet "Soziales Lernen und soziale Kognition der Pferde". Im Oktober 2008 organisierte sie das 1. International Equine Science Meeting (IESM) an der Universität Regensburg. Seit 1. März 2012 ist sie die erste Professorin für Pferdehaltung in Deutschland an der Hochschule für Wirtschaft und Umwelt Nürtingen-Geislingen. Im März 2012 organisierte sie das von der DFG geförderte 2. International Equine Science Meeting an der Universität Regensburg. Im Juni 2012 habilitierte sie im Fach Zoologie an der Universität Regensburg. Seit 1. November 2012 ist sie Lehrbeauftragte und Privatdozentin an der Universität Regensburg.

## Forschungsschwerpunkte
Die Forschungsschwerpunkte sind in den Jahren 2005 bis heute die soziale Kognition und die soziale Ökologie der Pferde. Seit 2009 wurden die Forschungen über die sensorische Lateralität ein weiterer Schwerpunkt. Im Juli 2013 wurde an der HFWU ein neues Projekt gestartet, dass weltweit Berichte über innovatives Verhalten der Pferde sammeln soll.

## Methoden
Es wurden, unter anderem, Langzeitfeldstudien mit Esperia Ponys in den italienischen Abruzzen, und mit Przewalski-Pferden in Deutschland durchgeführt. Die Verhaltensversuche wurden hauptsächlich mit Hauspferden aus Deutschland durchgeführt. Für die Auswertungen wurden, unter anderem, soziale Netzwerk Analysen und Hierarchie-Berechnungen (ADI) benutzt.

## Praktische Anwendung der Forschungen im Reitsport und der Pferdehaltung
Das Verhalten der Pferde bei der Join-Up-Methode wurde in der Studie Behaviour of horses in the "round pen technique" untersucht. Es ist ein Lernverhalten und keine natürliche "Sprache" wie von Monty Roberts in seinem Buch geschrieben wurde, es ist ortsgebunden. Die Forschung erklärt warum und wie dieses Training durch Generalisierung auf andere Menschen und andere Orte übertragen werden kann und somit ein wichtiges Hilfsmittel zur Ausbildung von Pferden ist.
Mit der Forschung Horse sense: social status of horses (Equus caballus) affects their likelihood of copying other horses bestätigt sich die Meinung von Pferdefachleuten, dass es sinnvoll ist, ein erfahrenes Pferd zum Training hinzuzuziehen, um mit diesem erfahrenen Pferd die Lerninhalte vorzuführen. Sie erklärt auch, dass dies nur mit Pferden aus einer sozialen Gruppe gelingt und welche Pferde als Demonstrator geeignet sind.
Dass Pferde einseitig veranlagt sind, ist unter Pferdekennern bekannt. Die Ursache dafür wurde mit der Forschung Visual laterality in the domestic horse (Equus caballus) interacting with humans untersucht. Pferde möchten je nach Situation, Dinge mal mit dem linken und mal mit dem rechten Auge beobachten. Für das tägliche Training bedeutet dies, dass es sinnvoll ist, dass das Pferd z. B. gefährliche Dinge erst so lange mit dem linken Auge betrachten kann, bis es wieder ruhig ist.
Die Studie Third-party interventions keep social partners from exchanging affiliative interactions with others lässt erkennen, dass es für eine Gruppenhaltung von Pferden wichtig ist, dass die Gruppen aus Tieren aller Altersgruppen zusammengesetzt werden.
Mit der Studie Social learning across species: horses (Equus caballus) learn from humans by observation wurde dargestellt, dass Pferde auch von anderen Spezies (hier der Mensch) sozial lernen können. Im Umgang mit Pferden kann dies wichtig sein, da Pferde unerwünschte sowie erwünschte Dinge durch Zusehen von Menschen erlernen können.

## Wissenschaftliche Bedeutung der Forschungen
Soziales Lernen beim Pferd wurde die letzten 30 Jahre als nicht darstellbar beschrieben, weil die soziale Komplexität der Pferde unterschätzt und das Versuchsdesign nicht dahingehend ausgerichtet wurde. In mehreren Forschungen wurde dem Rechnung getragen und erstmals bei Pferden soziales Lernen dargestellt. Dies hat Auswirkungen auf andere Spezies, bei denen soziales Lernen ebenfalls nicht dargestellt werden konnte. Das Versuchsdesign bei diesen Spezies muss nun überdacht werden und es sollten neue Versuche durchgeführt werden, bei denen die sozialen Aspekte dieser Spezies Berücksichtigung finden.

## Publikationen

### Publikationen in Peer-Review-Journalen
- A. Schuetz, K. Farmer, K. Krueger: Social learning across species: horses (Equus caballus) learn from humans by observation. In: Anim Cogn. 20, 2017, S. 567–573. doi:10.1007/s10071-016-1060-8, (Volltext, PDF)
- K. Krueger, B. Flauger, K. Farmer, C. Hemelrijk: Movement initiation in groups of feral horses. In: Behav. Process. 103, 2014, S. 91–101. doi:10.1016/j.beproc.2013.10.007, (Volltext)
- K. Krueger, K. Farmer, J. Heinze: The effects of age, rank and neophobia on social learning in horses. In: Anim. Cogn. 17, 2014, S. 645–655. doi:10.1007/s10071-013-0696-x, (Volltext)
- G. Schneider, K. Krueger: Third-party interventions keep social partners from exchanging affiliative interactions with others. In: Anim. Behav. 83, 2012, S. 377–387. doi:10.1016/j.anbehav.2011.11.007
- K. Krueger, K. Farmer: Laterality in the Horse [Lateralität beim Pferd]. In: mup. 4, 2011, S. 160–167. doi:10.2378/mup2011.art11d
- K. Krueger, B. Flauger, K. Farmer, K. Maros: Horses (Equus caballus) use human local enhancement cues and adjust to human attention. In: Anim. Cogn. 14, 2011, S. 187–201. doi:10.1007/s10071-010-0352-7.
- K. Farmer, K. Krueger, R. Byrne: Visual laterality in the domestic horse (Equus caballus) interacting with humans. In: Anim. Cogn. 13, 2010, S. 229–238. doi:10.1007/s10071-009-0260-x, (Volltext, PDF; 283 kB)
- K. Krueger, J. Heinze: Horse sense: social status of horses (Equus caballus) affects their likelihood of copying other horses` behavior. In: Anim. Cogn. 11, 2008, S. 431–439. doi:10.1007/s10071-007-0133-0, (Volltext, PDF; 489 kB)
- K. Krueger, B. Flauger: Social feeding decisions in horses (Equus caballus). In: Behav. Process. 78, 2008, S. 76–83. (Volltext, PDF; 393 kB)
- K. Krueger, B. Flauger: Social learning in horses from a novel perspective. In: Behav. Process. 76, 2007, S. 37–39. doi:10.1016/j.beproc.2006.08.010 (Volltext, PDF; 131 kB)
- K. Krueger: Behaviour of horses in the "round pen technique" Appl. In: Anim. Behav. Sci. 104, 2007, S. 162–170. Volltext (PDF; 274 kB)

### Bücher
- Trainingslehre Für Dressurpferde
- Das Pferd im Blickpunkt der Wissenschaft

### Aufsätze in Fachzeitschriften
- Der Linksdrall: Sensorische Einseitigkeit bei Pferden. In: Bayerns Pferde: Zucht + Sport. 10, 2008, S. 66–68.
- Pferdeverhalten: So integriere ich mein Pferd in die Herde. In: Bayerns Pferde: Zucht + Sport. 12, 2008, S. 64–69.
- Das Sozialsystem des Pferdes: Das Know-how für den täglichen Umgang. In: Bayerns Pferde: Zucht + Sport. 1, 2009, S. 72–76.
- Das Sozialsystem des Pferdes. Teil II: Führungspersönlichkeiten. In: Bayerns Pferde: Zucht + Sport. 2, 2009, S. 76–80.
- Visuelle Fähigkeiten der Pferde. In: Bayerns Pferde: Zucht + Sport. 2009.
- Die Erkennung von Artgenossen und Menschen. In: Bayerns Pferde: Zucht + Sport. 2009.
- Das Gedächtnis der Pferde. In: Bayerns Pferde: Zucht + Sport. 2009, 7.
- Die Unarten des Pferdes. In: Bayerns Pferde: Zucht + Sport. 9, 2009, S. 84–89.
- Charakterpferde. In: Bayerns Pferde: Zucht + Sport. 2009, 12.

### Vorträge als Gastrednerin auf Konferenzen
- Eröffnungsrednerin 43. Internationale Tagung Angewandte Ethologie:

Die sensorische Lateralität als Indikator für emotionale und kognitive Reaktionen auf Umweltreize beim Tier. (Übersichtreferat)